# Conservazione sostitutiva
La conservazione sostitutiva (la dizione ufficiale è conservazione digitale a norma) è una procedura legale/informatica regolamentata dalla legge italiana, in grado di garantire nel tempo la validità legale di un documento informatico, inteso come una rappresentazione di atti o fatti e dati su un supporto sia esso cartaceo o informatico (delibera CNIPA n. 11/2004).
La conservazione a norma equipara, sotto certe condizioni, i documenti cartacei con quelli digitali e permette agli operatori economici e all'amministrazione pubblica di risparmiare sui costi di stampa, di archiviazione, conservazione, manutenzione dei registri contabili obbligatori ed esecuzione automatica di vari adempimenti amministrativi. Il risparmio è particolarmente alto per la documentazione che deve essere, a norma di legge, conservata per più anni.
Conservare digitalmente significa sostituire i documenti cartacei, che per legge alcuni  sono tenuti a conservare, con l'equivalente documento in formato digitale che viene “bloccato” nella forma, contenuto e tempo attraverso la firma digitale e la marca temporale. È infatti la tecnologia della firma digitale che permette di dare la paternità e rendere immodificabile un documento informatico, affiancata poi dalla marcatura temporale che permette di datare in modo certo il documento digitale prodotto.
La conservazione sostitutiva è una procedura complessa e non va confusa con una banale conservazione elettronica o digitale di informazioni.
Dal 2022 è obbligatorio per il soggetto che decide di avvalersi della conservazione digitale a norma di redigere il Manuale di Conservazione.

## Normativa
Con l'introduzione delle varie norme sulla conservazione sostitutiva, il documento informatico acquista valore probatorio ai fini fiscali e legali. Infatti, con l'introduzione del Decreto del 23 gennaio 2004 del Ministero dell'Economia e delle Finanze e con la Deliberazione del Centro Nazionale per l'Informatica nella Pubblica Amministrazione n. 11 del 19 febbraio 2004, oggi è possibile archiviare e conservare su supporti ottici i documenti cartacei e, utilizzando la firma elettronica qualificata e la marcatura temporale, si può anche decidere di eliminarli.
Negli ultimi tempi l'interesse verso le soluzioni di Document Management è aumentato in maniera significativa in Italia dovuto anche alla legge che autorizza, secondo certi criteri ben definiti, l'utilizzo di metodologie di archiviazione ottica sostitutiva e trattamento dei documenti anche di quelli considerati a valore fiscale (es. fatture, libro IVA, ecc). 
Si tratta della cosiddetta legge "Bassanini" seguita dalle varie norme emesse dal CNIPA che garantiscono ai documenti informatici piena validità ai fini probatori, legali e fiscali e, dunque, possono pienamente sostituire i tradizionali metodi di conservazione delle registrazioni aziendali.
Questo provvedimento apre innumerevoli vantaggi per le aziende e relativi intermediari e non solo: basti pensare alla riduzione degli spazi di conservazione dei documenti, all'incredibile risparmio cartaceo, all'abbattimento dei costi "nascosti" di gestione, alla velocità di ricerca dei documenti a distanza e molto altro.
La dimensione del mercato è vastissima, ed è frutto dell'introduzione di tutta una serie di normative in ambito di archiviazione la cui storia è di seguito riassunta.
Tenere presente che, da quando esiste l'obbligo di fatturazione elettronica, la conservazione sostitutiva è predefinita per il documento fattura.
D.L. 10 giugno 1994, n. 357
Art. 7: Si è stabilita la possibilità di conservare scritture e documenti contabili sotto forma di registrazioni su supporti di immagini, a condizione, comunque, che le registrazioni corrispondano ai documenti e possano essere trasformate in qualsiasi momento in un esemplare leggibile del documento da cui sono state formate. Ma nel 1994 non erano ancora pienamente sviluppate le tecniche di riproduzione elettronica dei documenti.
D.L. 15 marzo 1997, n. 59
Art. 15: Riconosce la validità a tutti gli effetti di legge degli atti, dati e documenti formati ed i contratti stipulati dalla pubblica amministrazione e dai privati con strumenti informatici o telematici, rinviando, tuttavia, per la sua attuazione ad un apposito regolamento.
D.P.R. 10 novembre 1997, n. 513
Definiti i criteri e le modalità per la formazione, l'archiviazione e la trasmissione di documenti con strumenti informatici e telematici.
Art. 15: Conservare su supporti informatici i libri, i repertori e le scritture di cui sia obbligatoria la tenuta. Per le regole tecniche è tutto demandato all'AIPA.
D.P.C.M. 8 febbraio 1999
Regole tecniche per la formazione, trasmissione, conservazione, duplicazione, riproduzione e validazione, anche temporale, dei documenti informatici.
D.P.R. 28 dicembre 2000, n. 445
Testo unico delle disposizioni legislative e regolamentari in materia di documentazione amministrativa.
Art. 6: possibilità di sostituire i documenti dei propri archivi, le scritture contabili, la corrispondenza e gli altri atti di cui per legge o regolamento è prescritta la conservazione, con la loro riproduzione su: 1. supporto fotografico; 2. supporto ottico; 3. altro mezzo idoneo a garantire la conformità dei documenti agli originali.
Per le specifiche tecniche è tutto demandato all'AIPA.
Delib. 13 dicembre 2001, n. 42 (sostituito con Delib 19 febbraio 2004 n. 11)
Regole tecniche stabilite dall'AIPA.
D.L. 23 gennaio 2002, n. 10
Attuazione alla direttiva 1999/93/CE relativa ad un quadro comunitario per le firme elettroniche, introducendo nell'ordinamento nazionale il sistema della doppia chiave asimmetrica di crittografia quale strumento di validazione legale. Il CNIPA ha pubblicato un apposito documento con il quale sono state dettate le linee guida per l'utilizzo della firma digitale.
Decreto Ministro dell'Economia e Finanze 23 gennaio 2004
Sono definite le modalità di assolvimento degli obblighi fiscali relativi ai documenti informatici e alla loro riproduzione in diversi tipi di supporto. Si stabilisce che il procedimento di conservazione sia effettuato almeno con cadenza quindicinale.
Affinché i documenti abbiano rilievo ai fini fiscali devono essere caratterizzati dalla forma di documenti il cui contenuto risulti non alterabile durante le fasi di accesso e di conservazione (definiti documenti statici non modificabili) e devono essere emessi riportando il riferimento temporale e la sottoscrizione elettronica. La memorizzazione deve avvenire su supporti che ne garantiscano la leggibilità nel tempo.
Il responsabile della conservazione, cui spetta un ruolo chiave ai fini della realizzazione dell'intera procedura, ha affidato il controllo della corretta operatività del sistema e delle procedure di verifica della leggibilità dei dati memorizzati.
- Art. 1: Glossario
- Art. 2: Tratta i documenti informatici di competenza dell'Agenzia dell'entrate
- Art. 3: Caratteristiche che i documenti informatici devono avere ai fini delle disposizioni tributarie e precisa che sono emessi, al fine di garantirne l'attestazione della data, l'autenticità e l'integrità, con l'apposizione del riferimento temporale e della sottoscrizione elettronica.
- Art. 4: Modalità di conservazione digitale. Bisogna assicurare l'ordine cronologico delle registrazioni. Questo processo va concluso con l'ulteriore apposizione del riferimento temporale e della sottoscrizione elettronica da parte di un pubblico ufficiale, per attestare la conformità di quanto memorizzato al documento d'origine. Il concorso nel procedimento in questione di un notaio se da un lato rafforza le garanzie di correttezza del processo, dall'altro costituisce un appesantimento procedurale con aggravi anche in termini di costo per le imprese. La distruzione di documenti analogici, di cui è obbligatoria la conservazione, è consentita soltanto dopo il completamento della procedura di conservazione digitale.
- Art. 5: Entro il mese successivo alla scadenza dei termini per le presentazioni delle dichiarazioni fiscali relative alle imposte sui redditi, all'imposta regionale sulle attività produttive e all'imposta sul valore aggiunto, il soggetto interessato o il responsabile della conservazione “trasmette alle competenti Agenzie fiscali, l'impronta dell'archivio informatico oggetto della conservazione, la relativa sottoscrizione elettronica e la marca temporale”.
- Art. 6: L'amministrazione finanziaria può chiedere al contribuente di esibire i documenti informatici e le scritture e di rendere leggibili gli stessi anche su supporto cartaceo.
- Art. 7: Imposta di bollo sui documenti informatici. Il contribuente è tenuto a presentare all'ufficio delle entrate competente una comunicazione contenente l'indicazione del numero presuntivo degli atti, dei documenti e dei registri che potranno essere emessi o utilizzati durante l'anno, nonché l'importo e gli estremi dell'avvenuto pagamento dell'imposta. Il pagamento dell'imposta avverrà sulla base di tali dati, mentre entro il mese di gennaio dell'anno successivo l'interessato presenterà all'Ufficio delle entrate competente una comunicazione contenente l'indicazione del numero dei documenti informatici, distinti per tipologie, formati nell'anno precedente e gli estremi del versamento dell'eventuale differenza dell'imposta, ovvero la richiesta di rimborso o di compensazione. La corresponsione dell'imposta di bollo sui libri e sui registri tenuti su supporto di memorizzazione ottico o con altro mezzo idoneo a garantire la non modificabilità dei dati memorizzati, “è dovuta ogni 2500 registrazioni o frazioni di esse”.

Delibera CNIPA 19 febbraio 2004 n. 11 (Gazzetta Ufficiale del 9 marzo 2004 n.57)
Suddivide i documenti in informatici e analogici;
Prevede la possibilità di conservare su un qualsiasi tipo di supporto (oltre a quelli a tecnologia laser) i documenti analogici e informatici attraverso l'apposizione del riferimento temporale e della firma digitale.
Norma UNI 11386:2010 Supporto all'Interoperabilità  nella Conservazione e nel Recupero degli Oggetti digitali (SinCRO)
La norma è stata pubblicata dall'UNI, ente ufficiale di standardizzazione italiano. Definisce la struttura dell'insieme di dati a supporto del processo di conservazione sostitutiva; in particolare, precisa e integra alcune disposizioni contenute nella Deliberazione CNIPA 19 febbraio 2004, n. 11, individuando gli elementi informativi necessari alla creazione dell'indice di conservazione (il cosiddetto "file di chiusura") e descrivendone sia la semantica sia l'articolazione per mezzo del linguaggio formale XML. L'obiettivo della norma è di consentire agli operatori del settore di utilizzare una struttura-dati condivisa al fine di raggiungere un soddisfacente grado d'interoperabilità nei processi di migrazione, grazie all'adozione dello Schema XML appositamente elaborato.
Negli anni la regolamentazione è stata più volte modificata. Le fonti aggiornate si trovano sui portali di AgID e AdE.